# Министерство магии
Министе́рство ма́гии (англ. Ministry of Magic) — организация в вымышленном мире Гарри Поттера, представляющая собой орган управления Магического Сообщества Соединённого Королевства. Каждая страна имеет своё собственное Министерство магии.

## Общие принципы функционирования Министерства

Печать Министерства магии

Министерство магии представляет собой невыборный орган управления, в компетенции которого находятся все проявления Магического Сообщества, включая скрытие мира магии от маглов. Во главе Министерства находится министр магии, обладающий исполнительной, законодательной и судебной властью. В структуре управления Министерства отсутствует чёткое разделение властей, что необычно для большинства демократических государств. Однако такая структура не противоречит организации реального британского Парламента, где судебные лорды, сидящие в Палате лордов и действующие как последняя судебная инстанция, также являются членами законодательного органа. И министр магии, и Министерство в целом являются очень восприимчивыми и зависимыми от мнения Сообщества, на которое они стремятся повлиять посредством магической прессы, в частности, газеты «Ежедневный Пророк».
Министр магии представляется каждому новому премьер-министру маглов, периодически посещает его и информирует о событиях Магического Сообщества, которые в той или иной степени могут затронуть мир маглов. Министерство магии поддерживает связь с британским премьер-министром через портрет в его кабинете, на котором изображённый человечек информирует премьер-министра о прибытии министра магии. Этот портрет не может быть снят со стены.
Министерство магии состоит из главных отделов и множества подразделений, занимающихся различными аспектами волшебного мира. Связь между отделами осуществляется с помощью бумажных самолётиков — служебных записок на сиреневой бумаге, направляющихся в нужный отдел. В книге упоминается, что ранее для этих целей в Министерстве использовались совы.
Что касается магической судебной системы, то она весьма подвержена политическому влиянию. Однако все упомянутые в книгах судебные слушания происходили в периоды социального волнения, что может являться отражением деятельности реальных правительств. Тем не менее, магические судебные органы проявляют заметное отсутствие интереса к наличию неопровержимых улик за или против, и при вынесении приговора часто основываются на личных предубеждениях (в частности стремятся рассмотреть слушание как можно скорее). В книге «Гарри Поттер и Кубок огня» Сириус Блэк упоминает, что некоторых преступников приговаривали к тюремному заключению даже без судебного разбирательства. Из событий пятой книги видно, что Министерство вполне готово принять и привести в жизнь нужные ему законы без уведомления об этом Магического Сообщества. Подчас Министерство кажется незаинтересованным в решении проблем, с которыми сталкивается Магическое Сообщество, предпочитая игнорировать или скрывать плохие новости. Например, в книге «Гарри Поттер и Орден Феникса» Корнелиус Фадж упорно отказывался верить в возрождение Тёмного Лорда, уверяя всех как раз в обратном. В книге «Гарри Поттер и Тайная комната» он на протяжении нескольких месяцев закрывал глаза на нападения, происходящие в Хогвартсе, хотя школа воспитывает немало детей из очень влиятельных семейств.
Об административном управлении в других государствах известно немного, однако в книге «Гарри Поттер и Кубок огня» некоторые высокопоставленные иностранные магические чиновники, включая болгарского министра, присутствовали на чемпионате мира по квиддичу.
Начать работать в Министерстве может волшебник, получивший полное магическое образование, как это было в случае Перси Уизли. Также в четвёртой книге упоминается о возможности прохождения студентами школы летней стажировки в Министерстве, хотя это, скорее всего, является исключением из правил.

### Министры магии
Из книг неизвестно, кто обладает правом назначать министра магии. В книге один из персонажей упоминает возможность выбора министра магии посредством голосования. Трое из четырёх известных министров магии (Руфус Скримджер, Пий Толстоватый, Кингсли Бруствер) до занятия этой должности работали в Отделе обеспечения магического правопорядка. Бартемиуса Крауча старшего, бывшего руководителя Отдела обеспечения магического правопорядка, рассматривали как вполне вероятную кандидатуру на пост министра, однако он «подмочил» свою репутацию в результате суда над своим сыном. Корнелиус Фадж работал в Департаменте катастроф.
В конце событий финальной книги пост министра магии занимает Кингсли Бруствер. Он сменил марионетку Волан-де-Морта Пия Толстоватого, который находился под заклятием Империуса. Толстоватый был назначен Волан-де-Мортом после убийства Руфуса Скримджера. До Скримджера должность министра занимал Корнелиус Фадж, который в свою очередь сменил Миллисент Багнолд. Среди других известных министров можно выделить весьма популярного Грогана Стампа, который получил должность в 1811 году и поднял проблему классификации зверей и существ. Первой колдуньей, избранной на пост министра, была Артемисия Лафкин. Директору Хогвартса Альбусу Дамблдору предлагали занять должность министра как минимум три раза, но он отказался. Тому Марволо Реддлу прочили пост министра вследствие его выдающегося магического таланта и способности собрать за собой последователей, готовых служить его интересам. Однако Реддл отказывался от всех предложений помощи в получении должности в Министерстве.
Ниже приводится список известных министров магии:
- Артемисия Лафкин
- Гроган Стамп
- Фэрис Спэвин
- Нобби Лич
- Миллисента Багнолд
- Корнелиус Фадж
- Руфус Скримджер
- Пий Толстоватый
- Кингсли Бруствер
- Гермиона Грейнджер

### Руководящие чиновники
Ниже министра по рангу находятся несколько его заместителей (самая известная из них Первый заместитель министра магии Долорес Амбридж), а также главы различных отделов Министерства. Руководящие чиновники обладают определённой степенью власти, однако она ограничивается властью действующего министра. Точная структура власти внутри Министерства не ясна, однако в ней можно выделить следующие руководящие посты:
- Первый заместитель министра — пост, который занимала Долорес Амбридж до своего ареста за преступления против полукровок. Точная степень власти, которой обладает старший замминистра, неизвестна, однако тот факт, что ему позволено присутствовать на слушаниях Визенгамота наряду с министром и главой Отдела обеспечения магического правопорядка, позволяет предположить, что это очень высокая должность.
- Младший заместитель министра — пост, который занял Перси Уизли после окончания Хогвартса (предварительно год проработав в Отделе международного магического сотрудничества).
- Главы отделов. Эти сотрудники министерства отвечают за деятельность подвластных им отделов. Пост главы Отдела обеспечения магического правопорядка кажется самым главным и самым престижным, так как является одним из основных компонентов порядка преемственности должности министра.
- Верховный чародей Визенгамота — должность, занимаемая Альбусом Дамблдором. Верховный чародей является независимым от Министерства и не имеет вышестоящего начальства, однако за министром остаётся право назначать Верховного чародея или снимать с должности.
- Президент Международной конфедерации магов — ещё один пост, занимаемый Альбусом Дамблдором. Так как Международная конфедерация магов предположительно является аналогом ООН, эту должность можно рассматривать как должность Генерального секретаря ООН. Если это так, то президент конфедерации магов должен быть независимым от контроля Министерства, однако тот факт, что Дамблдора бесцеремонно сместили с этой должности, доказывает существенное влияние министра на конфедерацию.

## Структура Министерства магии

Девиз Министерства магии: Ignorantia juris neminem excusat (в переводе с «За незнание закона оправданий нет»)

Министерство находится в Лондоне, точный адрес, однако, неизвестен. Сотрудники Министерства магии могут попасть на работу двумя способами — путём трансгрессии, либо по Сети летучего пороха. Однако в финальной книге, когда Министерство перешло в подчинение Волан-де-Морту, только самым высокопоставленным чинам разрешалось трансгрессировать в Министерство и пользоваться каминами. Остальные же служащие могли попасть на работу через общественные туалеты путём смывания самих себя. Для этого сотрудникам выдавались специальные жетоны.
Для посетителей Министерства существует отдельный вход, расположенный на безлюдной улице с обветшавшими домами и парой заброшенных офисных зданий. Такое место было выбрано специально для соблюдения секретности. Вход для гостей — нерабочая телефонная будка. Посетитель должен зайти в будку и набрать номер 62442 (клавиши, соответствующие буквам m, a, g, i, c), затем представиться и указать цель прибытия. Ему будет выдан специальный значок, после чего пол будки опустится вниз, и гость попадёт в главный зал Министерства — Атриум. Затем посетитель должен пройти пост охраны в конце зала, где охранник проверит его с помощью специального прибора в виде длинного золотого прута. Волшебная палочка посетителя проверяется с помощью другого прибора, похожего на весы, который выдаёт сведения о том, из чего палочка сделана и как долго она используется. После этого гость может пройти через золотые ворота в зал с лифтами и отправиться на нужный ему уровень. Всего в Министерстве десять уровней, между которыми циркулирует около двадцати лифтов. Причём, чем выше номер уровня, тем глубже под землёй он находится.
| Уровень 1  | Кабинеты Министра магии и вспомогательного персонала         |
| Уровень 2  | Отдел обеспечения магического правопорядка                   |
| Уровень 3  | Отдел магических происшествий и катастроф                    |
| Уровень 4  | Отдел регулирования магических популяций и контроля над ними |
| Уровень 5  | Отдел международного магического сотрудничества              |
| Уровень 6  | Отдел магического транспорта                                 |
| Уровень 7  | Отдел магических игр и спорта                                |
| Уровень 8  | Атриум                                                       |
| Уровень 9  | Отдел тайн                                                   |
| Уровень 10 | Залы суда                                                    |
| Уровень 11 | Тюрьмы                                                       |

Также в романах неоднократно упоминался Отдел магического хозяйства, однако точное его месторасположение неизвестно. Сотрудники этого Отдела занимаются поддержанием магического хозяйства, в частности, как упоминает мистер Уизли, именно они решают какая погода будет за окнами Министерства. Вот что говорил Артур Уизли в день слушания по делу, связанному с применением Гарри заклинания Патронуса, об этих окнах:
«Недавно мы перенесли два месяца ураганов — таким образом они давали понять, что хотят прибавки к жалованью…»
В финальной книге, когда Гарри, Рон и Гермиона решили пробраться в Министерство, Рон превращался в одного из сотрудников этого Отдела.

### Министр магии и вспомогательный персонал
На этом этаже расположены кабинеты министра магии, а также его заместителей и других руководящих чиновников.

### Отдел обеспечения магического правопорядка
Возможно, самое главное из всех подразделений Министерства, представляет собой объединение полиции и органов правосудия. Когда-то Отдел возглавлял Бартемий Крауч. На протяжении событий последней книги главой Отдела был Пожиратель смерти Яксли, занявший место Пия Толстоватого, который в свою очередь получил эту должность после жестокой смерти Амелии Боунс от руки Волан-де-Морта.
Отдел обеспечения магического правопорядка включает в себя следующие подразделения:
- Штаб-квартира мракоборцев (англ. aurors): Подразделение волшебников, занимающихся борьбой с тёмными магами.

Известные главы управления:
- Руфус Скримджер
- Гавейн Робардс
- Гарри Поттер — возглавил Управление после событий седьмой книги.

- Группа обеспечения магического правопорядка: Подразделение, занимающееся выявлением случаев нарушения закона.
- Сектор выявления и конфискации поддельных защитных заклинаний и оберегов: Новое подразделение, созданное министром магии Руфусом Скримджером в шестой книге. Штат сотрудников насчитывал 10 человек. Главой подразделения был назначен мистер Уизли.
- Сектор борьбы с незаконным использованием изобретений маглов: (Отдел неправомочного использования магл-артефактов) В обязанности сотрудников данного сектора входит регулирование применения магии к предметам, созданным маглами, а также выявление таких предметов. Это подразделение расположено в крохотном кабинете без окон и возглавляется Артуром Уизли (кроме того года, когда он был главой Сектора выявления и конфискации поддельных защитных заклинаний и оберегов) и его помощником Перкинсом. Основной задачей подразделения является изъятие заколдованных предметов из рук маглов, что часто требует проведения рейдов. Гарри Поттер посещал офис мистера Уизли перед своим дисциплинарным слушанием в начале пятой книги.[3]
- Сектор борьбы с неправомерным использованием магии: (Отдел неправомочного использования колдовства) Устанавливает наказание волшебникам за неуместное использование магии, за колдовство в неподходящее время или с нарушением магических законов. Это подразделение отвечает за расследование нарушений Декрета о разумном ограничении волшебства несовершеннолетних и Статута о секретности Международной конфедерации магов. Декрет регламентирует использование магии несовершеннолетними волшебниками и колдуньями, в то время как Статут о секретности запрещает волшебникам использовать магию в присутствии маглов или в маглонаселённых районах. Как только в Отдел поступает информация о нарушении Декрета, нарушителю поступает сообщение, в котором сообщается, какие меры будут предприняты Отделом. Как правило, волшебника, замеченного в нарушении первый раз, отпускают с предупреждением, в то время как в чрезвычайных ситуациях Сектор борьбы с неправомерным использованием магии предпринимает более серьёзные меры наказания. Одним из сотрудников этого подразделения является Мафальда Хопкёрк.

Сектор борьбы с неправомерным использованием магии упоминается в книгах не один раз. В книге «Гарри Поттер и Тайная комната» Гарри получает из Отдела предупредительное письмо, когда Добби применяет заклинание левитации к пудингу тёти Петуньи. Позже Гарри получает ещё одно письмо после того, как применяет заклинание Патронуса в присутствии Дадли, чтобы защититься от дементоров. В письме сообщается, что палочка Гарри будет конфискована сотрудниками Министерства и сломана, а сам Гарри будет задержан до официального слушания.
Сектор борьбы с неправомерным использованием магии определяет совершение волшебства несовершеннолетними с помощью особого заклинания, наложенного на несовершеннолетних волшебников, возможно, сразу после рождения или после окончания первого курса в Хогвартсе. Эта особая магия называется «Надзор», и заклинание снимается, как только волшебнику исполняется 17 лет.
Несмотря на то, что случаи использования магии несовершеннолетними обычно рассматриваются Сектором по борьбе с неправомерным использованием магии, в книге «Гарри Поттер и Орден Феникса» дело Гарри разбиралось полным составом Визенгамота.
- Административные службы Визенгамота — Верховного суда правосудия волшебников.

### Отдел магических происшествий и катастроф
Этот отдел отвечает за устранение вреда, нанесённого случайным волшебством. Включает в себя следующие подразделения:
- Группа аннулирования случайного волшебства: (Бригада по размагичиванию в чрезвычайных ситуациях) Это группа волшебников, обязанностью которых является устранение последствий «случайного волшебства»: магия детей, ещё не умеющих контролировать свои способности, или магия взрослых волшебников, не подчиняющихся закону. Сюда же относятся «побочные» эффекты некоторых заклинаний, вызванные непреднамеренно, например, «расщеп» при трансгрессии.

В книге «Гарри Поттер и узник Азкабана» Группа аннулирования случайного волшебства была послана в дом Гарри, когда тот непреднамеренно раздул свою тётушку Мардж. Им удалось успешно ликвидировать последствия заклинания и изменить ей память, то есть стереть все воспоминания об этом инциденте. Хотя это, скорее всего, осуществила группа стирателей памяти.
- Штаб-квартира стирателей памяти: Стиратели памяти — это сотрудники Министерства магии, обязанностью которых является изменение памяти маглов, ставших свидетелями событий магического происхождения. Стиратели памяти часто входят в бригады по ликвидации последствий нечаянного волшебства.

Впервые эти волшебники так названы в шестой книге, хотя подобная практика модификации памяти упоминалась и в предыдущих романах (например, стиратели памяти присутствовали на Чемпионате мира по квиддичу в четвёртой книге). Любой волшебник может произвести изменение памяти с помощью заклинания Забвения. Однако подобная практика не одобряется Магическим Сообществом, так как многие полагают, что модификация памяти должна производиться исключительно стирателями памяти.
Тем не менее в книгах персонажами, не являющимися стирателями памяти, неоднократно применялось заклинание Забвение. Так, во второй части «Гарри Поттер и Тайная комната» профессор Златопуст Локонс пытался стереть память Гарри и Рону. В пятой книге «Гарри Поттер и Орден Феникса» Кингсли Бруствер стёр из памяти Мариэтты Эджком все воспоминания об Отряде Дамблдора, как раз когда она собиралась выдать их тайну профессору Амбридж. В четвёртой книге упоминается, что Барти Крауч старший применил заклинание Забвения к Берте Джоркинс, чтобы скрыть тот факт, что его сын жив. Заклинание оказалось настолько мощным, что её мозг был непоправимо повреждён. В финальной книге Гермиона Грейнджер применила заклинание Забвения к своим родителям и к Пожирателям смерти. Также Волан-де-Морт был известен использованием заклинаний изменения памяти.
- Комитет по выработке объяснений для маглов: Данное подразделение занимается выработкой объяснений магических происшествий, которые не могут быть исправлены с помощью магии или воспоминания о которых не могут быть полностью удалены из памяти маглов. Также Комитет создаёт объяснения происшествиям, которым сами маглы не могут дать объяснения. Например, в третьей книге раскрывается, что Питер Петтигрю убил 12 маглов и разнёс целую улицу огромным взрывом во время сражения с Сириусом Блэком. Очевидный вред, нанесённый Петтигрю, Комитет объяснил взрывом газопровода.

### Отдел регулирования магических популяций и контроля над ними
Отдел занимается вопросами, связанными с различными магическими существами. Например, в шестой книге упоминается, что именно этот Отдел контролировал перевозку драконов и сфинкса для Турнира Трёх Волшебников.

Печать Отдела регулирования магических популяций и контроля над ними

В состав Отдела входит Управление по связям с кентаврами. Однако кентавры, предпочитая не иметь с волшебниками никаких дел, ни разу не связывались с этим Управлением с момента его основания. Поэтому в Министерстве фраза «быть переведённым в Управление по связям с кентаврами» означает, что волшебника собираются уволить.
Именно с этого Отдела начала свою карьеру Гермиона Грейнджер перед тем, как перейти в Отдел обеспечения магического правопорядка.
Отдел включает в себя следующие подразделения:
- Подразделение зверей
- Подразделение существ
- Подразделение духов
- Управление по связям с гоблинами (известный начальник подразделения — Катберт Мокридж).
- Консультационное бюро по борьбе с вредителями
- Управление по связям с кентаврами
- Бюро регистрации и контроля вервольфов
- Бюро по розыску и контролю драконов
- Бюро распределения домовых эльфов
- Комитет по уничтожению опасных созданий (известный бывший глава подразделения и палач — Уолден Макнейр, один из Пожирателей смерти).

### Отдел международного магического сотрудничества
Основной целью Отдела является налаживание международных контактов и привлечение волшебников всех стран к сотрудничеству.
До своей гибели, главой Отдела был Барти Крауч старший. Кем возглавляется Отдел в настоящее время, неизвестно. Также именно в этом Отделе начал свою карьеру Перси Уизли.
По характеру своей деятельности Отдел международного магического сотрудничества схож с «магловским» британским Министерством иностранных дел и по делам Содружества, с той лишь разницей, что в мире волшебников нет эквивалента понятию «Содружество», и Отдел создан с целью обеспечения сотрудничества магов, в то время как его «магловский» аналог не преследует таких возвышенных целей.
Отдел международного магического сотрудничества включает в себя:
- Международный совет по выработке торговых стандартов
- Международное бюро магического законодательства
- Британский филиал Международной конфедерации магов: Международная конфедерация магов имеет много обязанностей, в частности, поддержание международного Статута о секретности. Из книг неизвестно, какой степенью власти обладает конфедерация магов, хотя, возможно, она является магическим аналогом ООН, призванным объединить все Министерства магии в мире.

Известно, что конфедерация была создана в 1692 году. Именно в это время были проведены многочисленные важные законы, такие как, например, установление права волшебников на волшебные палочки. Возможно, конфедерация магов была вовлечена в противостояние Магического Сообщества и маглов во времена гонения волшебников.
Международная конфедерация магов была основана Пьером Бонаккордом, который и стал её первым президентом. В пятой книге выясняется, что президентом конфедерации является Альбус Дамблдор. После гибели Дамблдора пост президента освободился, но кто его занял, остаётся неизвестным.

### Отдел магического транспорта
Этот отдел отвечает за различные вопросы, связанные с магическим транспортом, и включает в себя следующие подразделения:
- Руководящий центр Сети летучего пороха: Подразделение отвечает за установку и поддержание Сети каминов, а также за распространение летучего пороха. Сеть летучего пороха состоит из каминов, находящихся во всех волшебных домах, связанных между собой. В отдельных случаях к Сети на время могут подключаться камины нужного магловского дома. Сеть позволяет перемещаться из одного камина в другой благодаря магическим свойствам летучего пороха.
- Сектор контроля за мётлами
- Портальное управление
- Трансгрессионый испытательный центр: Является магическим аналогом Агентства по лицензированию водителей и транспортных средств Соединённого Королевства. В этом центре выдаются лицензии волшебникам и колдуньям на право трансгрессии.

Остаётся неизвестным, управляет ли данный Отдел работой автобуса «Ночной Рыцарь».

### Отдел магических игр и спорта
Описан в книге как самый непринуждённый — стены коридора Отдела оклеены множеством плакатов, изображающих разнообразные команды по квиддичу. Одной из обязанностей Отдела является организация таких спортивных мероприятий, как Чемпионат мира по квиддичу и Турнир Трёх Волшебников. Некоторое время главой Отдела был Людо Бэгмен, питающий страсть к азартным играм. Кто возглавляет Отдел в настоящее время, неизвестно.
В состав Отдела магических игр и спорта входят следующие подразделения:
- Штаб-квартира Британско-ирландской лиги квиддича
- Официальный клуб игроков в плюй-камни
- Сектор патентов на волшебные шутки

### Атриум

Атриум, как он показан в фильме «Гарри Поттер и Орден Феникса»

Атриум представляет собой длинный зал с «паркетным полом, отлакированным до блеска». На синем потолке Атриума появляются и исчезают различные золотые символы, представляя таким образом некую доску объявлений. В стены зала встроено множество каминов, позволяющих сотрудникам Министерства перемещаться с помощью летучего пороха из дома на работу и обратно.
Посреди Атриума расположен фонтан Волшебного братства, украшенный золотыми статуями волшебника, ведьмы, кентавра, гоблина и домового эльфа, установленными в центре круглого бассейна. Статуи волшебника и колдуньи расположены в центре группы, а другие «низшие существа» смотрят на них снизу вверх с обожанием. Такая ситуация весьма далека от реальности, так как кентавры, считая себя намного более разумными существами, нежели люди, предпочитают не иметь с ними ничего общего, и гоблины тоже плохо ладят с волшебниками; «убедительно выглядел только приниженно-подобострастный эльф-домовик.» Табличка возле фонтана гласит, что все брошенные в него монетки передаются больнице Святого Мунго. В экранизации пятого романа фонтан выглядит несколько иначе, чем он описан в книге. Фонтан разделён на два бассейна, со статуей волшебника в одном и остальными существами в другом.
В пятой книге во время битвы в Министерстве Атриум был сильно повреждён — пол исцарапан, стол охраны сожжён, а фонтан практически разрушен, потому что когда Волан-де-Морт сражался с Дамболдором, последний заколдовал фонтан так, что все его статуи ожили и стали на защиту Гарри и Дамблдора от заклятий Волан-де-Морта. Был ли фонтан впоследствии восстановлен, неизвестно.
В финальной книге выясняется, что когда Министерство перешло во власть Волан-де-Морта, фонтан Волшебного братства заменили чёрной скульптурой волшебника и волшебницы, сидящих на тронах, которые на самом деле представляли собой сотни переплетённых тел маглов. В основании монумента была выгравирована надпись «Магия — сила». Статуя демонстрировала превосходство чистокровных волшебников над всеми остальными, что было характерно для режима Волан-де-Морта в целом. Некоторые видят в этом намёк на фашистский режим Германии в прошлом. Скорее всего, статуя была уничтожена после окончательного падения Волан-де-Морта.
Недалеко от фонтана рядом с золотыми воротами расположен пост охраны, через который проходят посетители Министерства. Золотые ворота ведут в другой зал, поменьше, где расположено около двадцати лифтов, позволяющих перемещаться по всем уровням Министерства.

### Отдел тайн
Отдел тайн занимается изучением различных загадок, но практически вся работа Отдела засекречена. Немногие сотрудники Министерства знают, что на самом деле находится в этом Отделе. Волшебников, работающих в Отделе тайн, называют невыразимцами. Известно, что Бродерик Боуд, друг Артура Уизли, работал невыразимцем, пока не попал в больницу Святого Мунго, где был убит. Августус Руквуд, шпион и Пожиратель смерти, также работал невыразимцем до своего ареста.
Несмотря на то, что конкретная деятельность Отдела тайн неизвестна, некоторые детали всё же даются в пятой книге «Гарри Поттер и Орден Феникса». Так, очевидно, Отдел работает над разгадкой тайн смерти, времени, мыслей и любви, а также записывает и хранит все когда-либо сделанные пророчества.
Отдел тайн состоит из следующих комнат:
- Холл (Круглая комната с вращающимися стенами). Как только все двери в ней закрываются, стены начинают вращаться, тем самым сбивая находящихся в ней с пути и заставляя забыть, в какую дверь они вошли. Возможно, эта техника является своеобразной охраной от тех, кому быть здесь не положено. Если вслух произнести место, в которое нужно попасть, откроется соответствующая дверь.
- Комната мозгов. Описывается как длинное прямоугольное помещение, в центре которого расположен аквариум с зелёным раствором и плавающими в нём мозгами. Во время битвы в Министерстве Рон Уизли дотронулся до одного из таких мозгов и получил тяжёлые ранения. Мадам Помфри упомянула о том, что раны, нанесённые мыслями, заживают очень долго.

Арка в Комнате смерти (кадр из фильма «Гарри Поттер и Орден Феникса»)

- Комната смерти. Большая прямоугольная, тускло освещённая комната. По кругу комнаты расположены ступеньки, ведущие вниз, образуя подобие амфитеатра. На дне ямы на каменной платформе расположена древняя, покрытая трещинами арка, проём которой закрыт чёрным колышущимся занавесом. Во время битвы в Отделе тайн, упав в проём этой арки, погиб Сириус Блэк («Гарри Поттер и Орден Феникса»). Возможно, за занавесом расположен вход в загробную жизнь, и некоторые могут слышать шёпот, доносящийся из-за занавеса (возможно, только те люди, которые видели смерть).
- Комната времени. В этой комнате находятся многочисленные часы всевозможных видов, а также маховики времени, позволяющие носителю вернуться назад в прошлое на заданный промежуток времени. Также в комнате находится искрящийся хрустальный сосуд, внутри которого всё постепенно становится моложе и моложе, а затем также возвращается в исходное состояние. Процесс этот идёт бесконечно. По предположению Гермионы, это само время.
- Комната планет. Описана как тёмная комната, в которой парят планеты Солнечной системы. Посетители комнаты также начинают летать в воздухе.
- Запертая комната. Это комната в Отделе тайн, которая всегда закрыта, и её нельзя отпереть ни заклятием Алохомора, ни волшебным отпирающим ножом. Именно она снилась Гарри Поттеру в пятой книге. По словам Альбуса Дамблдора, за этой дверью находится самая загадочная из всех тайн, которые люди пытаются раскрыть. Он говорит об этом так:

В ней [комнате] хранится сила, одновременно более чудесная и более ужасная, чем смерть, чем человеческий разум, чем силы природы. Пожалуй, она ещё и самая загадочная из всех сокровищ, что там хранятся. Именно этой силой ты обладаешь в достатке, а Волан-де-Морт, наоборот, вовсе её лишён. <…> Имя этой спасительной силы — любовь.
- Зал пророчеств. Представляет собой огромное помещение с высоким, как в соборе, потолком, уставленное бесконечными рядами стеллажей, на полках которых хранятся пыльные стеклянные сферы — магические записи пророчеств. Они защищены с помощью магии, поэтому снять пророчество с полки может лишь хранитель Зала пророчеств, либо тот человек, о котором сделано это предсказание. Остальные, если возьмут пророчество с полки, сходят с ума (именно поэтому Волан-де-Морт, отчаянно желая услышать полное содержание пророчества и не рискуя лично явиться в Министерство, решил воспользоваться для этого Гарри Поттером). Если сфера с предсказанием разбивается, заключённое в ней пророчество произносится, после чего она становится бесполезной.

#### Битва в Отделе тайн
За шестнадцать лет до событий книги «Гарри Поттер и Орден Феникса» Сивилла Трелони сделала предсказание о Лорде Волан-де-Морте и Гарри Поттере. По словам Альбуса Дамблдора, один из Пожирателей смерти подслушал начало пророчества и доложил об этом Волан-де-Морту (как выясняется в шестой книге, этим Пожирателем смерти оказался Северус Снегг). Волан-де-Морт решил убить Гарри Поттера, полагая, что в таком случае пророчество не сбудется. На самом же деле, совершив это преступление, он сам привёл это предсказание в исполнение, и, кроме того, лишился всех своих сил.
После того, как Лорд Волан-де-Морт возродился («Гарри Поттер и Кубок огня»), он решил услышать полное пророчество, запись которого, как он знал, хранилась в Отделе тайн в Министерстве магии. Однако только он сам и Гарри Поттер могли снять пророчество с полки, так как оно касалось только их двоих. Не желая являться в Министерство лично, Волан-де-Морт решил заманить туда Гарри. Его замысел практически удался, но пророчество случайно разбилось до того, как он его смог услышать.
Прибывшие члены Ордена Феникса начали сражаться с Пожирателями смерти. Узнав, что пророчество разбито, Волан-де-Морт решил убить Гарри, но того спас появившийся вовремя Дамблдор. Между ними начался бой, закончившийся вничью, причём по фильму Волан-де-Морт вышел из битвы с небольшим перевесом над Дамблдором. Волан-де-Морту удалось трансгрессировать, но его успели увидеть прибывшие мракоборцы и сам министр магии Корнелиус Фадж, который был вынужден признать правоту Дамблдора насчёт воскрешения Тёмного Лорда.
Во время битвы Отдел тайн сильно пострадал, часы в Комнате времени были разбиты и, возможно, впоследствии уже не восстановлены. В результате заклятий как Пожирателей смерти, так и членов Ордена Феникса было разбито и безвозвратно утеряно много пророчеств.

### Тюрьмы
На этом самом нижнем этаже держат преступников до отправки в Азкабан.

## Визенгамот
Визенгамот (англ. Wizengamot) — Верховный Совет магов Англии, также выполняющий функцию верховного суда.
Председатель — Альбус Дамблдор (с перерывами). Во времена, когда Волан-де-Морт был в силе, возглавлял Визенгамот Барти Крауч. Заседания Визенгамота проходят в Министерстве Магии, на последнем (самом нижнем) этаже. Мало что известно о вопросах, решаемых на собраниях. Достоверно известно, что полным составом выносят приговоры по важным делам — таким, как обвинение в пособничестве Пожирателям Смерти. В частности, именно верховный суд отправил в Азкабан разоблачённых Пожирателей. В пятой книге Дамблдор удивлялся, что дело Гарри — о применении магии несовершеннолетним — разбирается полным собранием.
В серии романов о Визенгамоте становится впервые известно в четвёртой книге, когда Гарри видит его в воспоминаниях Дамблдора, заглянув в Омут Памяти. Далее Гарри видит суд волшебников ещё несколько раз в различных воспоминаниях и один раз «вживую», когда судили его самого. Увиденные Гарри судебные процессы играют важную роль в сюжете (помимо своей властной роли), рассказывая о прошлом борьбы с Пожирателями.

## Политический комментарий
Некоторые политические аналитики видят критику государства в описании бюрократизированного Министерства и его деспотических принципов в последних книгах (как то постановление об обязательном посещении Хогвартса или регистрация маглорождённых). Более того, в период подчинения Министерства Волан-де-Морту, когда чистокровные маги ставились выше всех остальных, началось гонение на маглорождённых волшебников. Их сажали в тюрьму и даже, вполне возможно, убивали. Многие видят в такой ситуации намёк на нацистский режим Германии, когда притеснялись народы, не принадлежавшие к арийской расе, в частности еврейский народ (смотрите Холокост). Критика деятельности Министерства магии в этом случае может рассматриваться как критика расизма и фашизма в целом.
По словам Дж. К. Роулинг, Министерство и его сотрудники долго были связаны с коррупцией. Например, Долорес Амбридж брала взятку у Наземникуса Флетчера, а Люциус Малфой «годами раздавал золото направо и налево», обеспечивая себе, по словам Артура Уизли, «великолепные связи» и отсрочивая принятие невыгодных ему законов. С приходом к власти Кингсли Бруствера коррупция в Министерстве устраняется.